# Chiara Caselli
Chiara Caselli (Bologna, 22 dicembre 1967) è un'attrice, regista e fotografa italiana.

## Biografia
Nata a Bologna, da ragazza frequenta una scuola di recitazione nella sua città. A 19 anni inizia la propria carriera da attrice che la porta in breve tempo ad affermarsi. Tra i registi con i quali ha lavorato: Michelangelo Antonioni (Al di là delle nuvole), Liliana Cavani (Il gioco di Ripley e Dove siete? Io sono qui), Gus Van Sant (Belli e dannati), Francesco Nuti (OcchioPinocchio). Parallelamente alla carriera cinematografica, sviluppa il lavoro di fotografa, iniziando ad esporre nel 2008 e approdando, nel 2011, alla Biennale d'Arte di Venezia (Padiglione Italia) e al Festival Internazionale di Fotografia di Roma. Nel 2020 interpreta l'avvocato Angela nella serie televisiva italiana Baby.

## Filmografia

### Attrice

#### Cinema
- Il segreto, regia di Francesco Maselli (1989)
- Tracce di vita amorosa, regia di Peter Del Monte (1990)
- L'année de l'éveil, regia di George Corbiau (1991)
- Belli e dannati (My Own Private Idaho), regia di Gus Van Sant (1991)
- La domenica specialmente, episodio La neve sul fuoco, regia di Marco Tullio Giordana (1991)
- Segno di fuoco, regia di Nino Bizzarri (1991)
- Zuppa di pesce, regia di Fiorella Infascelli (1992)
- Nero., regia di Giancarlo Soldi (1992)
- Sabato italiano, regia di Luciano Manuzzi (1992)
- La piccola apocalisse (La Petite Apocalypse), regia di Costa-Gavras (1993)
- Fiorile, regia di Fratelli Taviani (1993)
- Dove siete? Io sono qui, regia di Liliana Cavani (1993)
- OcchioPinocchio, regia di Francesco Nuti (1994)
- Al di là delle nuvole, regia di Michelangelo Antonioni (1995)
- Storie d'amore con i crampi, regia di Pino Quartullo (1995)
- Oui, regia di Alexandre Jardin (1996)
- Cinque giorni di tempesta, regia di Francesco Calogero (1997)
- La vuelta de el coyote, regia di Mario Camus (1998)
- La città d'oro (The vivero Letter), regia di H. Gordon Ross (1999)
- Garage Olimpo, regia di Marco Bechis (1999)
- Aspettando il Messia (Esperando al Mesías), regia di Daniel Burman (2000)
- Il prezzo, regia di Rolando Stefanelli (2000)
- Non ho sonno, regia di Dario Argento (2001)
- La notte lunga, regia di Paolo Sorrentino (2001) – cortometraggio
- Il gioco di Ripley, regia di Liliana Cavani (2002)
- Cover-boy, regia di Carmine Amoroso (2006)
- Il passato è una terra straniera, regia di Daniele Vicari (2008)
- La terra degli uomini rossi, regia di Marco Bechis (2008)
- Mr. Nobody, regia di Jaco Van Dormael (2009)
- Il padre dei miei figli, regia di Mia Hansen-Løve (2009)
- Beau rivage, regia di Julien Donada (2011)
- Un milione di giorni, regia di Emanuele Giliberti (2012)
- Come il vento, regia di Marco Simon Puccioni (2013)
- Presto farà giorno, regia di Giuseppe Ferlito (2014)
- Un uccello molto serio, regia di Lorenza Indovina (2014) – cortometraggio
- Molly Bloom, regia di Chiara Caselli (2016) – cortometraggio
- Gli asteroidi, regia di Germano Maccioni (2017)
- Il signor Diavolo, regia di Pupi Avati (2019)
- Lei mi parla ancora, regia di Pupi Avati (2021)
- Il mostro della cripta, regia di Daniele Misischia (2021)
- L'orto americano, regia di Pupi Avati (2024)
- L’isola degli idealisti, regia di Elisabetta Sgarbi (2024)

#### Televisione
- Das Nest – serie TV, 31 episodi (1989-1992)
- Il commissario Corso – serie TV (1991-1992)
- Senso, regia di Gérard Vergez – film TV (1993)
- Il nostro piccolo angelo, regia di Andrea e Antonio Frazzi – film TV (1997)
- Senza confini, regia di Fabrizio Costa – miniserie TV (2001)
- Ama il tuo nemico 2, regia di Damiano Damiani – miniserie TV (2001)
- Il papa buono, regia di Ricky Tognazzi – miniserie TV (2003)
- Colette, une femme libre, regia di Nadine Trintignant – miniserie TV (2004)
- Non uccidere – serie TV, episodio 2x14 (2018)
- Baby – serie TV, 4 episodi (2020)
- Antonia – serie TV (2024)

### Regista
- Per sempre – cortometraggio (1999)
- Molly Bloom – cortometraggio (2016)

## Teatro
- Ready-Made di Pierluigi Siena, regia di Irene Lösch. Teatro Stabile di Bolzano (1985)
- Casa fondata nel 1878 di Vincenzo Cerami, regia di Marcello Bartoli (1986)
- Provaci ancora Sam di Woody Allen, regia di Antonio Salines (1987)
- Morte di Galeazzo Ciano di Enzo Siciliano, regia di Marco Tullio Giordana. Teatro Stabile di Torino (1998)
- Molly, da James Joyce, adattamento di Chiara Caselli, regia di Maurizio Panici. Spoleto 55 (2012)
- Le ho mai raccontato del vento del nord di Daniel Glattauer, regia di Paolo Valerio. Teatro Stabile di Verona (2014)
- Insulti al pubblico di Peter Handke, regia di Chiara Caselli. Todi Festival (2017)

## Riconoscimenti
- David di Donatello
  - 1994 – Candidatura alla migliore attrice protagonista per Dove siete? Io sono qui

- Nastro d'argento
  - 1992 – Candidatura alla migliore attrice non protagonista per La domenica specialmente
  - 1993 – Candidatura alla migliore attrice protagonista per Sabato italiano
  - 1994 – Migliore attrice protagonista per Dove siete? Io sono qui
  - 1995 – Candidatura alla migliore attrice non protagonista per OcchioPinocchio